# Proanoplomus caudatus
Proanoplomus caudatus är en tvåvingeart som först beskrevs av Zia 1964.  Proanoplomus caudatus ingår i släktet Proanoplomus och familjen borrflugor. Inga underarter finns listade i Catalogue of Life.